# Сары-Челек
Сары́-Челе́к (кирг. Сарычелек — «жёлтая чаша») — пресноводное завальное озеро в Кыргызстане. Находится на территории Сары-Челекского государственного биосферного заповедника, вблизи стыка Чаткальского и Атойнакского хребтов, в Западном Тянь-Шане. Относится к бассейну реки Кара-Суу, правого притока Нарына. Является одним из крупнейших озёр Кыргызстана.

## Описание

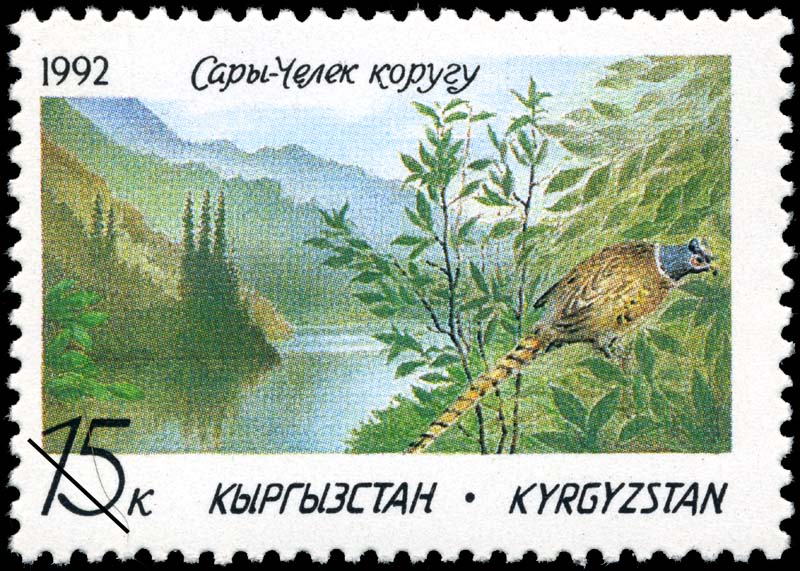
Изображение озера на почтовой марке 1992 года

Длина — 7,5 км, средняя ширина — 0,65 км (максимальная 2,28 км). Объём воды — 0,483 км³. Площадь поверхности — 4,92 км². Высота над уровнем моря — 1878 (1873,9) м.
Водоём образовался примерно 10 тыс. лет назад в результате горного обвала.
Уровень воды колеблется; наибольшая величина достигается в мае, наименьшая — в декабре. Ледостав в конце декабря, ледоход в апреле. Температура воды в летнее время (август) составляет +19,8 °C, а в зимнее время колеблется от +4 °C до 0 °C.
Берег сложный, крутой и изрезанный. Южное побережье покрыто орехово-плодовыми лесами естественного происхождения.
В одном литре воды содержится 200—500 мг минеральных солей. В состав воды входят анионы: СО3, SO4 и катионы: Са, Mg.

## Ссылка
- Биосферный заповедник и озеро Сары-Челек
- Сары-Челекский заповедник
- Гидрология Сары-Челекского государственного биосферного заповедника. Архивировано из оригинала 3 июня 2010 года.